# Daniel Borrillo
Daniel Ángel Borrillo (Buenos Aires, 1961) è un giurista argentino. Specializzato in diritto delle persone omosessuali, è professore di diritto privato all'Università di Parigi X Nanterre e membro del Centre national de la recherche scientifique.

## Biografia
Nato in una famiglia di umili origini, Borrillo cominciò a lavorare a 16 anni in un negozio di scarpe per finanziare i suoi studi. Dopo il diploma si iscrive alla facoltà di giurisprudenza dell'Università di Buenos Aires. Convinto che solo la restaurazione della democrazia avrebbe potuto portare l'Argentina fuori dagli anni bui della dittatura militare, fu attivamente coinvolto nella resistenza contro i militari, rischiando così di perdere il suo posto di lavoro alla Corte dei conti (ottenuto durante il primo anno di facoltà) e la cacciata dall'Università. A 24 anni si laureò in Giurisprudenza e conseguì una borsa di studio a Washington. Negli Stati Uniti si specializzò in sociologia e filosofia del diritto e nel 1987 si trasferì in Francia. Nel 1992 realizzò la tesi di dottorato sulla proprietà riflessiva (L’homme propriétaire de lui même?) presso l'Università di Strasburgo e ottenne un posto come professore di diritto all'Università di Parigi X Nanterre. Fu insignito dalla Fondazione di Francia per il suo lavoro scientifico, e ricevé una borsa di studio dalla Commissione europea per un post-dottorato al Consiglio Superiore della Ricerca Scientifica a Madrid, dove lavorò sulle implicazioni legali di sviluppo scientifico (regolazione della genetica umana e brevettabilità delle innovazioni biologiche).
Dopo la morte del suo miglior amico si unì alla lotta contro l'AIDS. Nel 1995 fu volontario dell'AIDES, associazione creata da Daniel Defert dopo la morte del suo compagno, il filosofo Michel Foucault. Il suo attivismo e il suo lavoro di ricerca giuridica in materia di HIV consentirono di sviluppare numerosi studi e un'azione politica a favore dei sieropositivi. Fu il primo avvocato in Francia a rivendicare il diritto al matrimonio tra persone dello stesso sesso. Pubblicò diversi libri sull'omosessualità, diventando un riferimento internazionale, ma ciò fu ostativo alla sua carriera universitaria. La sua analisi sull'omofobia lo portò ad ampliare la sua ricerca sul sessismo, antisemitismo, razzismo e altre forme di emarginazione sociale e culturale.
Come intellettuale impegnato, Borrillo fu uno dei promotori, assieme a Didier Eribon, del "Manifesto per l'uguaglianza dei diritti" del 2004 che portò al primo matrimonio tra persone dello stesso sesso in Francia, celebrato dal vicesindaco di Bègles, Noël Mamère.

## Carriera universitaria
Daniel Borrillo ha due seminari di ricerca, uno sul diritto alla sessualità nel campo dei Diritti Umani presso l'Università di Paris X-Nanterre, e l'altro sulla politica pubblica delle pari opportunità e contro la discriminazione in un laboratorio del CNRS di Parigi.
Borrillo è stato professore nelle seguenti Università: Carlos III di Madrid, Rio de Janeiro, Boston College, Potsdam, Università McGill (Montréal), King's College London, Daito Bunka (Tokyo), Buenos Aires, Istituto universitario europeo (Firenze), Laval (Quebec) e la facoltà di diritto di Campos (Brasile).

## Opere
- Sida et droits de l'homme: L'épidémie dans un État de droit (Dir. con Anne Masseran), Actes d'un séminaire Gersulp, Università Louis Pasteur, Strasbourg, 1990.
- Science et Démocratie, Presses Universitaires de Strasbourg, maggio 1993.
- Genes en el Estrado: Límites jurídicos e implicaciones sociales del desarrollo de la genética humana. Consejo Superior de Investigaciones Científicas, col. “Polyteia”, Madrid, dicembre, 1996.
- Homosexualités et Droit: de la tolérance sociale à la reconnaissance juridique, (Dir. D. Borrillo) Presses Universitaires de France, coll. “Les voies du droit”, Parigi, maggio 1998.
- L’Homophobie, “Que sais-je?” Presses Universitaires de France, giugno 2000. (traduzione spagnola: Homofobia, Ed. Bellaterra, Barcelona 2001.)
- Amours égales? Le Pacs, les homosexuels et la gauche, (con Pierre Lascoumes), La Découverte, 2002.
- Lutter contre les discriminations (lavoro collettivo sotto direzione) La Découverte, aprile 2003.
- La liberté sexuelle (lavoro collettivo sotto la direzione di Danièle Lochak e Daniel Borrillo), Presses Universitaires de France, Parigi 2005.
- L’homosexualité de Platon à Foucault. Anthologie critique, (con D. Colas), Plon, Parigi, 2005.
- Homosexuels quels droits? Prefazione di Jack Lang, Dalloz, col. «A savoir», París, 2007.
- Halde: Actions, limites et enjeux, (lavoro collettivo sotto la supervisione di D. Borrillo) La Documentation Française, Parigi 2007.
- Homosexualité et discrimination en droit privé (con Thomas Formond), La Documentation Française, Parigi, 2007.
- Le droit des sexualités, PUF, "Les Voies du droit", Parigi, 2009.